# Зоран Цветкович
Зоран Цветкович е сръбски футболист роден в град Ниш през 1976. Цветкович играе на поста защитник. Преминал е през българските Вихрен, Локомотив (Мездра) и играе в ОФК „Бдин“ Видин, като още се е подвизавал по терените в Сърбия и гръцките Пансерайкос и ФК Кастория.